# Marsha M. Linehan
Marsha Linehan (5 de mayo de 1943) es una psicóloga, profesora y autora estadounidense, responsable del desarrollo de la terapia dialéctica conductual o TDC.  
La terapia dialéctica conductual fue desarrollada al principio para el tratamiento del trastorno límite de la personalidad pero posteriormente se encontró que era útil para tratar también otros trastornos. 
La terapia dialéctica conductual de Linehan ha sido adaptada para ayudar al tratamiento de la depresión, ansiedad, ira, impulsividad y periodos de disfunción cognitiva así como en la conducta suicida y en áreas de control de los impulsos como las toxicomanías, trastornos de la conducta alimentaria, ludopatía y compulsión a comprar. Actualmente se usa una adaptación del trabajo de Linehan para tratar individuos con discapacidades en el desarrollo, enfermedades mentales y con delincuentes juveniles en el estado de Washington. 
La TDC se basa en gran medida en la teoría conductista al tiempo que aplica elementos de las terapias cognitivo-conductuales así como de prácticas zen orientales. De la combinación del Zen, del extremo oriente con la terapia cognitivo-conductual occidental Linehan descubrió la dialéctica, un enfoque en el cual se confronta la tesis con la antítesis para llegar a una síntesis. Los trabajos de Linehan sobre la terapia dialéctica conductual actúan ayudando a la gente a superar la tendencia a rebotar entre los extremos, que normalmente se dan en tres ejes: De la vulnerabilidad emocional a la auto-invalidación, de la pasividad activa a la  competencia aparente y de la crisis implacable al bloqueo del duelo (Linehan 7-10).

## Labor docente y reconocimientos
Linehan nació en Tulsa, Oklahoma, asistiendo a la Universidad Loyola de Chicago en 1968, donde se graduó Cum Laude en la licenciatura de psicología. Posteriormente obtuvo su M.Sc. en 1970 y el doctorado en 1971, ambos en Psicología y en la misma universidad donde comenzó sus estudios. 
Durante el tiempo que estuvo en la universidad Loyola fue profesora del programa de psicología. Tras abandonar la Universidad Loyola Linehan comenzó su residencia posdoctoral en la Sociedad para la Prevención del Suicidio y las Crisis en Buffalo, Nueva York, entre 1971-1972. Durante este tiempo Linehan ejerció como profesora asistente adjunta en el Colegio Universitario Estatal de Buffalo. Después Linehan completó su periodo Posdoctoral en Modificación de la conducta en la Universidad Estatal de Nueva York  en Stony Brook. Posteriormente retornó a su alma mater, la Universidad Loyola en 1973 y ejerció como profesora adjunta en la universidad hasta 1975. Durante este mismo período Linehan también ejerció como profesora ayudante de Psicología en la Universidad Católica de América, de 1973 a 1977.  En 1977, Linehan aceptó un puesto en  el departamento de ciencias. Mientras estaba en la Universidad de Washington, Linehan había avanzado su carrera y ahora sería Profesora de psicología, psiquiatría y ciencias de la conducta. Linehan había ganado varias distinciones por su trabajo. Ha sido reconocida por su investigación y labor clínica sobre las ciencias de la conducta, incluyendo el premio Louis I. Dublin por los logros de toda su vida en el campo del suicidio, en 1999, El premio al docente destacado en Educación para la Salud mental del New England Educational Institute en 2004, y el premio a los logros profesionales de la Asociación Psicológica Americana en 2005.

## El modelo DC de Linehan
La TDC para los Trastornos Borderline de Personalidad combina la psicoterapia individual (en la que en todo momento hay que tener en cuenta la dialéctica de los extremos, fundamentalmente entre la aceptación del paciente y el cambio de algunos comportamientos, actitudes, etc. de éste; y en la que se va trabajando jerárquicamente distintas conductas del paciente- conductas suicidas, conductas que interfieren con la terapia, conductas que interfieren con la calidad de vida, etc.)  con el entrenamiento de habilidades en grupo.Entre otras cosas, se busca ayudar al paciente a llegar a un estado de lo que ella llama "wisemind" o mente sabia. Este estado mental está entre lo racional los estados emocionales de la mente. En la mente racional, el individuo se centra únicamente en los hechos y observaciones y se produce una represión de las emociones. En el extremo opuesto, en el estado emocional de la mente el paciente puede estar experimentando niveles tan altos de emociones que no ve lo positivo/negativo de su conducta, lo cual también se identifica como "secuestro emocional". En la mente emocional la persona tiende a hacer caso omiso de los hechos que dieron lugar a una distorsión cognitiva de sus pensamientos y experiencias en su entorno.

### La conciencia plena o "mindfulness"
La conciencia plena se considera la parte más importante de la terapia. Las competencias se centran en "qué" y "cómo" ejercer las competencias; "que" han de hacer los pacientes para adquirir una conciencia plena y "cómo" hacerlo. Por ejemplo, un típico enfoque del desarrollo de una habilidad sobre el "qué"  incluiría la intención y el intento de observar, describir y participar en un diálogo abierto. Las competencias sobre el "cómo" podrían exigir el no-juicio, hacer las cosas de una en una y de forma eficaz.

### Competencias en la eficacia interpersonal
Las habilidades en la Efectividad en las Relaciones Interpersonales son un conjunto de destrezas  que se utilizan en las sesiones de terapia dialéctica conductual que se centran en la asertividad, en decir que no, hacer una petición, y hacer frente a los problemas. El propósito de la eficacia de las habilidades interpersonales es permitir a la persona aumentar la probabilidad de que los objetivos se cumplan, al tiempo que se mantiene el respeto y la libertad de mantenimiento de la relación.

### Tolerancia al malestar
La tolerancia al malestar es una serie de competencias para la aceptación, la búsqueda de sentido, y la tolerancia del malestar emocional. Esta área de la TDC se centra en el aprendizaje de cómo hacerse cargo del dolor emocional resultante de circunstancias angustiosas y acontecimientos de la vida del individuo. Un importante punto en el que se centra la tolerancia al malestar es la aceptación radical. Linehan describe la aceptación radical como un medio para liberarse del sufrimiento, y requiere el compromiso de renunciar a la lucha contra la realidad. Estas competencias del "dejarlo ir" promueven la aceptación sin juicio o evaluación de uno mismo, de los demás o de las situaciones en general. En teoría, centrándose en la aceptación de la realidad en vez de la aprobación de la realidad se fomentará una comprensión más clara de los factores controlables frente a los incontrolables ayudando de ese modo a facilitar la capacidad de gestión del dolor emocional.

### Regulación emocional
La regulación emocional ayuda a las personas a reducir su vulnerabilidad frente a un estado emocional de la mente. Esto se logra mediante la aplicación de métodos para identificar y dar nombre a las emociones, la búsqueda de obstáculos en el cambio de emociones y de la aplicación de competencias para la tolerancia de la angustia.  El otro componente clave de esta serie de competencias es el de encontrar formas de aumentar los acontecimientos emocionalmente positivos a través de una  vida saludable  y la participación en actividades que aumentan la confianza en uno mismo.

## Publicaciones
Linehan ha escrito varios libros, entre ellos los manuales básicos de tratamiento de la TDC: Cognitive-Behavioral Treatment for Borderline Personality Disorder y Skills Training Manual for Treating Borderline Personality Disorder.  También ha colaborado y ha publicado extensamente en publicaciones científicas.